# C&D Foods
C&D Foods er en irsk producent af mad til kæledyr. De producerer tørfoder og vådfoder til hund og kat. Virksomheden blev etableret i 1969 i Edgeworthstown, County Longford. De har virksomhed på 14 lokaliteter i Europa og de beskæftiger 1.500 ansatte. I Danmark har de en afdeling og fabrik i Esbjerg med ca. 300 ansatte. Det danske datterselskab havde fra 1985 - 2013 navnet Arovit Petfood A/S. Siden 2013 er det kendt som C&D Foods (Denmark) A/S.
I 2018 blev C&D Foods overtaget af irske ABP Food Group.

## Ekstern henvisning
- Officiel hjemmeside (engelsk)